# サントリーオールド
サントリーオールドは、サントリー(二代目法人、旧・サントリーBWS/サントリースピリッツ/サントリービール/サントリー酒類〈二代目法人〉/サントリーワインインターナショナル）が製造・販売する純国産ブレンデッド・ウイスキー（日本洋酒酒造組合の定めるジャパニーズ・ウイスキーの表示基準に合致した商品）の一つである。
サントリーウイスキーの代表的なブランドとしてその名を知られ、その瓶の形状から、ダルマやタヌキなどの愛称がつけられている。
発売当初は（初代法人）サントリー酒類株式会社が製造・発売元となっていたが、2014年10月1日に行われたグループ会社内の組織変更（改組）に伴ってサントリー酒類株式会社の蒸溜酒部門が分割されてサントリースピリッツ株式会社が設立された。これにより、本品はサントリースピリッツ株式会社の扱いとなった。また、2015年1月1日付でサントリービア&スピリッツ株式会社が（二代目法人）サントリー酒類株式会社に商号変更されていた。2022年7月に行われた国内酒類事業の組織再編に伴い、（二代目法人）サントリー株式会社が製造と販売を担うこととなり、同年7月製造・出荷分より同時期時点でのシリーズ全製品において、パッケージに記載されている製造者が「サントリー(株)」に名義変更された。

## 歴史

### 前史
壽屋（現・サントリースピリッツ）の創業者鳥井信治郎は、京都との府境に近い山崎（大阪府三島郡島本町）の地にて1923年から国産ウイスキー事業を開始する。のちにニッカウヰスキーを創業することになる竹鶴政孝を招き、1929年に白札（現在のサントリーホワイト）や、赤札（現在のサントリーレッド）などを発売するも、当時の消費者からの反応は今ひとつという状況が続く。のちに竹鶴の退社を経て、これまでに鳥井が自身で得た経験、さらに長男・鳥井吉太郎の手によってつくられた「サントリーウイスキー12年」（現在のサントリー角瓶）を発売すると、スモーキーで熟成を極めた味が世間に評価され、遂に成功をつかむ。国産ウイスキー事業を定着させるべく試行錯誤してきた鳥井の努力が実ることとなった。そして1940年に、山崎蒸溜所においてサントリーオールドは誕生する。
しかし誕生した当時、日本は戦時下で販売は許されず（この間に「新・サントリーウヰスキー誕生」のアナウンスが為されたのみで、間もなくして日本は第二次世界大戦へと突入してゆく）、その間鳥井は当時の日本海軍の取り計らいで手に入れた麦をもとに軍用ウイスキーを製造し続けることになる。やがて日本は敗戦したが、山崎蒸溜所は戦災に遭うこともなく、ウイスキーの生産を続けるに至った。

### 成功を約束された金の卵
戦後復興の最中の1950年、10年の期間を経て、オールドは世に送り出される。実に高価なウイスキーで庶民からは憧れの的であったが、禁止税的に高価であった輸入ウイスキーの代わりとして年を追うにつれて、徐々にではあるものの浸透していった。夜の歓楽街にあるバー・クラブ・スナックなどの店で人気を集め、高度経済成長期には、寿屋の売り上げの殆どをオールドで占めた時期もあり、サントリーのウイスキーの代表的なブランドとなる。
特に1970年代にかけては、サントリーの東京支社が当時日本橋にあったことや、同社が「日本料理には日本酒」というこれまでの既成概念に挑むべく、料亭や寿司屋、割烹などあらゆる日本料理店への営業を集中的に行ったことで（サントリーはこれを「二本箸作戦」と称している。1999年に発表された『サントリー百年誌』から）、オールドやリザーブなどのウイスキーが様々な和食専門店へと浸透してゆく。今日でもオールドを扱う料亭・和食店は多い。
一方でオールドの原酒構成には疑惑もあり、1981年当時に日本消費者連盟が入手したとされるサントリーの内部資料によれば、オールドの成分構成はモルト原酒27.6パーセント、グレーンウイスキー45.1パーセント、汲水26.1パーセント、甘味果実酒0.8パーセント、リキュール0.4パーセント、カラメル0.6パーセントとなっている。また、日本消費者連盟はここで言うグレーンウイスキーとは、穀物（グレーン）を原材料としたグレーンウイスキーではなく山崎の地形（渓谷を意味するグレーン）に由来すると主張するサントリー担当者の説明（原材料の「グレーンウイスキー」が穀物由来ではなく輸入廃糖蜜などから生産された工業用アルコールの「商品名」であっても日本の税法上はウイスキーで問題ないという趣旨）を紹介している。

### オールド・ショック～現在へ
1981年においてオールドの出荷数は約1000万ケース、1億3000万本以上。これは同時期にアメリカで最大の売上を誇ったJ&Bの2750万本の4倍。国内市場での同価格帯の特級ウイスキー（当時の販売価格で2500円～2770円、ニッカウヰスキー（以下ニッカ）のG&G、キリン・シーグラム(以下キリン、現・キリンディスティラリー/麒麟麦酒)のロバートブラウン、三楽オーシャン(以下オーシャン、現・メルシャン)のオーシャン12がなど該当した）でのシェアは86パーセント。また、日本国内のウイスキー全てのうち33.2%がオールドである。オールドはサントリーの売上の半数を稼ぎだす化物のような商品であった。このとき、サントリーは日本のウイスキーの総売上の76パーセントを占めていた。
しかし高度経済成長期を経て、1980年代に入ると、ウイスキーにかわり酎ハイが市民権を得たこと（1984年の焼酎ブーム）や、またサントリーが扱う洋酒でも、ワインやカクテルなど、様々なタイプに消費者の好みが拡散し始めた（1979年の第二次ワインブーム）ことで、「洋酒と言えばウイスキー」という時代は次第に終焉を告げ始めていた。また、貿易不均衡の是正を目的とした酒税法の改正（関税の引き下げ）もあって、価格の低下した品質の優れた著名な外国製ウイスキーとの競争を行わねばならなくなった。長年にわたってサントリーの業績に貢献してきたオールドも1980年代中期には、その売り上げを他の洋酒に奪われることになる（これを「オールド・ショック」という）。
これに対してサントリーは様々なタイプのウイスキーの開発や外国製ウイスキーの代理販売権の獲得を進めてゆくと共に、オールドも1980年代後期以降は様々に改良が加えられてゆく。1994年には従来のリッチ&メローから、新たに「マイルド&スムーズ」という口当たりのやわらかいものが新たに発売される。その後もマイルド&スムーズがリニューアルされ、2006年には「THEサントリーオールド」となった。2007年10月からは、新たにシェリー樽原酒で仕上げられ、金のラベルをつけた「プレミアム43°」が発売され、リッチ&メローは製造中止となった。2008年9月に値上げが実施された際に、新「サントリーオールド」を両者を統合する形で発売している。新オールドは原酒のブレンドの見直しによりアルコール度数が43％に変更され、本来のオールドとは一線を画したアルコール分のアタック感がやや強め（いわゆる辛口系）の味わいにアレンジされている。なお、ラベルにはサントリーのエンブレムである「向獅子マーク」が再び使用されている。
現在でこそ手頃な値段で手に入るようになったが、現行以前の酒税法の時代には相対的に値段が高価なウイスキーであった。現在でも根強いファンが多く、多くの愛飲家に支えられている。
CMソング「夜がくる」は小林亜星が作詞・作曲を手がけた。

## その他

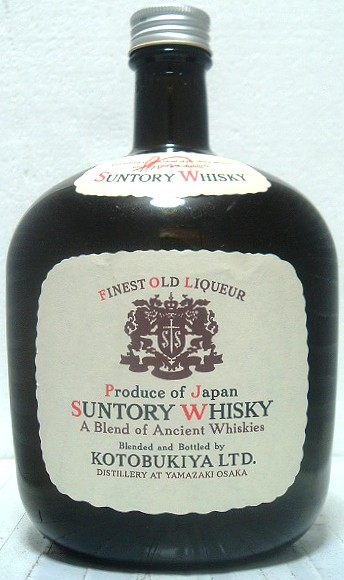
初代サントリーオールド
（復刻版）

- ボトル上部のラベルに書かれた「寿」の文字は、サントリーの前身「寿屋」の寿に由来するもの。2008年から、響マークに代わってキャップやボトル背面にも刻まれるようになった。
- ブランド名は、トーマス・パーの愛称「オールド・パー」にあやかったものとも言われている。
- 1970年代後半までの正面ラベルには大字で「SUNTORY WHISKY」となっていたがその後、現在の「SUNTORY OLD」に改められた。これは当時「SUNTORY WHISKY」の上に書かれていた「オールド」を表す「VERY RARE OLD（とてもまれに古い）」という表記が、当時の製法では一般的なスコッチ・ウイスキーよりも短い年数で作られており不適切だという指摘を受けたためである。
- 1985年頃にはサントリーが当時ペリエの輸入販売をおこなっていたこともあり（現在はサントリーフーズが販売を担当している）250ml缶に入った「オールド&ペリエ」が販売されていた（その後、サントリーがペリエの輸入販売を担当しなくなってからは、同じく250ml缶で宇津井健、藤巻潤、川津祐介、倉石功、稲葉義男、中条静夫、神山繁など、TBS系で放映された名ドラマ「ザ・ガードマン」の一連の出演者をCMに起用し、「サントリーオールド・ウイスキー&ソーダ」が発売された他、1990年代から2011年まで「オールド&ウォーター」が250mlで販売されていた）。
- 過去にこの製品のCMに起用された俳優・歌手は数知れない。俳優の武田鉄矢や役所広司、作家で同社に在社歴を持つ開高健に加え、村松友視、倉本聰、村上龍の他、1994年に発売された「マイルド&スムース」には俳優の長塚京三や田中裕子（「恋は、遠い日の花火ではない。」）、2006年のリニューアル時にはミュージシャンの井上陽水、2007年2月からは國村隼、伊藤歩など多くのタレントが登場している。中でも武田は1982年に日本テレビ系で放映された特別ドラマ「幕末青春グラフィティ 坂本竜馬」に出演した際、サントリーが一社提供でスポンサーについていたこともあり、番組内で放送された90秒のインフォマーシャルに出演している。また村松がCMに出演した際のキャッチコピーだった「ワンフィンガーでやるもよし。ツーフィンガーでやるもよし。」は、当時の流行語にもなったことで知られる。
  - 特に女優の大原麗子は、1977年から1987年まで映画監督の市川崑が演出をつとめていたサントリーレッドのCMに出演していたことでも知られていたが、1988年から1990年までオールドのCMにも出演していた（「今日からうちは、オールドです。」）。これはサントリーレッドのCMの主要企画とコピーを担当していた博報堂の藤井達朗が1985年に急逝したことによるものに加え、1989年4月1日からの消費税導入（当時3%）にあわせて行われた、酒税法改訂によるウイスキー類の価格変更（旧・特級ウイスキーの値下げと、旧・1～2級ウイスキーの値上げ）が反映されたものである、とも言われている。
- その他1979年には、ニュージーランドの羊飼いの青年の姿を描いたCMが放映され、当時高度経済成長期の折、豊かになりつつある日本に警鐘を鳴らした内容が話題を呼んだ。また1980年代はサントリーの業績が好調だったこともあり、西部劇の悪役として知られるリー・ヴァン・クリーフや、アーネスト・ボーグナインなどの映画俳優を起用してCMが制作されてもいる。
- 1966年公開の『007は二度死ぬ』では、ジェームス・ボンドが同じサントリーの製品である赤玉スイートワインと共に愛飲している。